# Jessica Bell (femme politique)
Pour les articles homonymes, voir Jessica Bell et Bell.
Jessica Bell est une femme politique provinciale canadienne de l'Ontario. Elle est députée provinciale néo-démocrate de la circonscription ontarienne d'University—Rosedale depuis 2018.

## Biographie
Bell est chargée de cours à l'Université métropolitaine de Toronto et directrice de la California Food & Justice Coalition.
Élue en 2018 et réélue en 2022, elle est critique en matière de transport pendant le premier mandat et critique en matière d'habitation dans le second.